# Geminiden

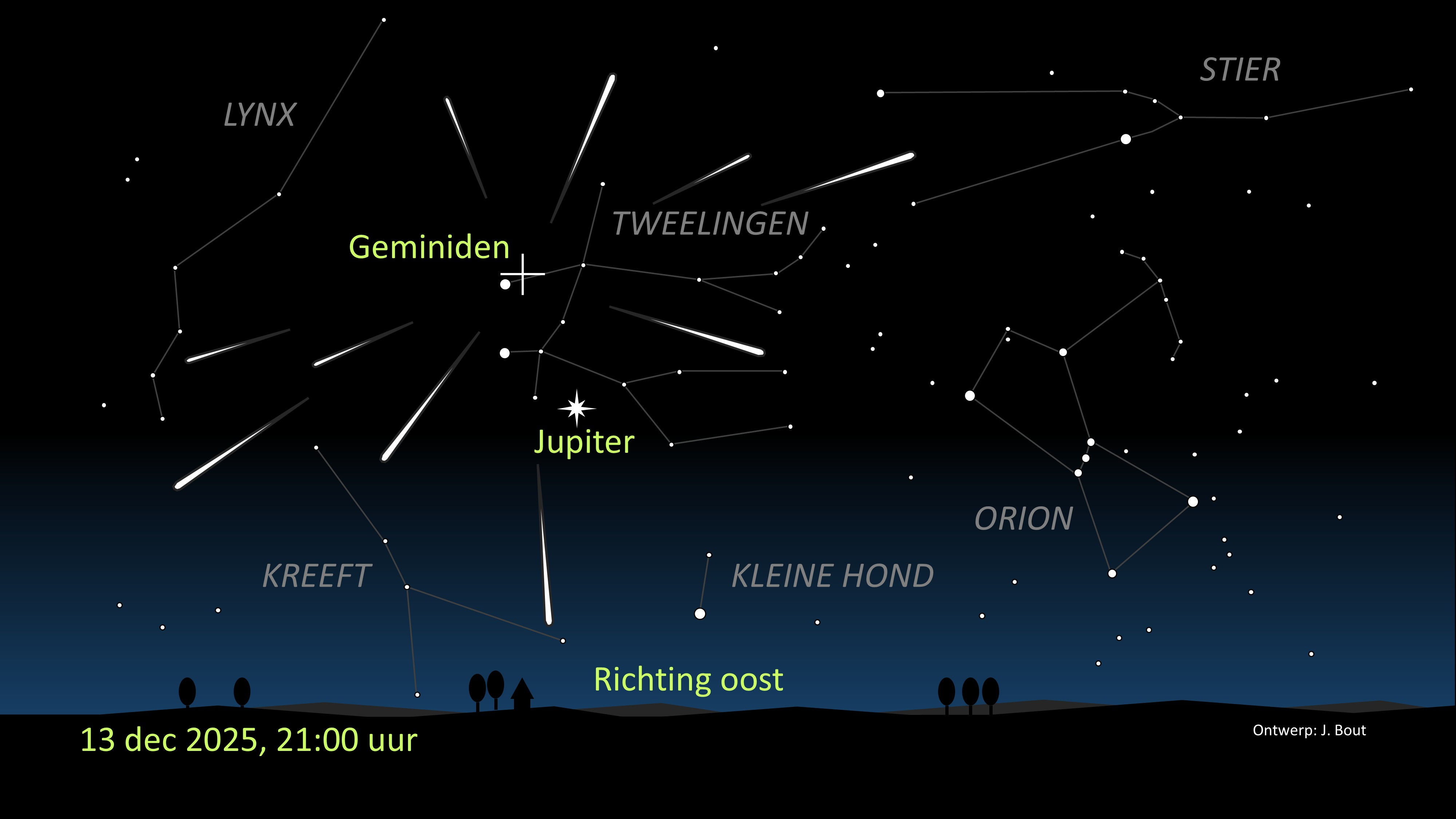
De Geminiden meteorenzwerm (inclusief radiant), zoals zichtbaar in Nederland en Belgie op 13 december 2025 om 21:00 uur MET.

De meteorenzwerm Geminiden verschijnt aan de hemel van 7 tot 16 december. De radiant ligt in het sterrenbeeld Tweelingen (Gemini).
De Geminiden worden veroorzaakt door stofdeeltjes afkomstig van de planetoïde Phaethon, die beschouwd wordt als een uitgedoofde komeet. Het maximum van de zwerm valt op 14 december, het is een erg actieve zwerm met een ZHR van rond de 90.  De meteoren kenmerken zich door hun middelmatige snelheid (rond de 36 km/s), hun gelige kleur en relatief grote helderheid.  De Geminiden vormen een scherp gepiekte zwerm, en de meeste meteoren zijn slechts circa 3 dagen rond het maximum te zien.